# JNR série 457-471-475
Pour les articles homonymes, voir Série 457 (homonymie).
La série 457 (457系, 457-kei?) (457けいでんしゃ/457 keidensha ) est un type de rames automotrices électrique (EMU) bicourantes, utilisées pour les services inter-cités et limited express, introduites dans les années 60 au Japon par la Japanese National Railways.
Cet article explique également les séries 451 , 453 , 455 , 471 , 473 et 475 , qui ont été conçues et fabriquées dans le même but  et sont très similaires.

## Aperçu
| 50 Hz     | 60 Hz     | Puissance du moteur | Frein de décélération |
| --------- | --------- | ------------------- | --------------------- |
| Série 451 | Série 471 | 100 kW (MT46)       | Aucun                 |
| Série 453 | Série 473 | 120 kW (MT54)       | Aucun                 |
| Série 455 | Série 475 | 120 kW (MT54)       | oui                   |
| Série 457 |           | 120 kW (MT54)       | oui                   |

Le train de série 153, mis en service en 1958, a été bien accueilli par les voyageurs grâce à ses 2 portes d'accès aux deux extrémités de chaque caisse et à ses sièges confortables en positionnement transversal, offrant ainsi plus d'espace que les modèles d'avant guerre. De plus, depuis le milieu des années 1950, l'électrification en courant alternatif, qui nécessite moins d'installations, telles que les sous-stations et qui réduit les coûts, a été priorisée principalement sur les lignes locales encore non électrifiées. Par conséquent, il y avait une demande de modèles pouvant circuler  sur des sections électrifiées en courant continu, et d'autres modèles de trains express/Intercités pouvant circuler sur des sections électrifiées en courant alternatif et en courant continu. Les séries 451 et 471, les premières de ce groupe, ont été développées comme trains électriques bicourant CA/CC, basés sur la série 153. Ce groupe 451/471 est ensuite divisé en sous-groupes, en fonction de l'évolution de la puissance du moteur principal, de la présence ou de l'absence de freins de maintien de vitesse et de la fréquence du réseau alternatif correspondante.

Cette série a été déployée principalement dans les zones électrifiées en courant alternatif telles que le Tōhoku , le Hokuriku et Kyūshū , et était principalement utilisée pour les trains express /Intercités reliant Tōkyō et Osaka ou origine /destination de ces deux villes . Cependant, le nombre de trains express a diminué en raison de leur modernisation en trains express limités (moins d'arrêts) , et surtout de l'extension du Shinkansen qui entrainera leur disparition. Toutes les voitures ont été retirées du service express au moment de la révision des horaires de mars 1985. Depuis lors, elles ont été utilisées comme trains locaux et rapides dans les zones susmentionnées , et certaines ont été rénovées et converties en voitures de banlieue de série 413 et 717 .
Au moment de la privatisation en 1987, ces trains ont été repris par les JR East , JR West ,et JR Kyushu ,et exploités comme trains locaux. A partir des années 2000 , le vieillissement des voitures a conduit à leur remplacement par de nouveau modèles, et elles ont été mises au rebut les unes après les autres sur plusieurs années.
La JR West, qui a été la dernière à exploiter ce modèle, a mis fin à son exploitation commerciale avec le changement d'horaire du 14 mars 2015. En juin 2021 , la KuHa 455-702 (voiture de tête non motorisée), qui faisait partie d'un train de la série 413, est préservée , la KuHa 455-701, a été transféré à Echigo Tokimeki Railway le 15 mars de la même année . En 2022, Echigo Tokimeki Railway a collecté une partie du coût (25 millions de yens) requis pour une inspection des pièces majeures ,grâce au financement participatif, et a dépassé le montant cible de 5 millions de yens, de sorte que le train sera mis à l'atelier du 4 janvier à la mi-mars 2023 pour effectuer l'inspection, et continuera d'être en service après cela .

## Description

### Extérieure
La carrosserie était en acier "léger" ( panneaux extérieurs de 1,0 mm d'épaisseur, panneaux de toit de 1,2 mm d'épaisseur) , en tôle d'acier extrudée, et possédait une structure de cabine haute . Cependant, la conception de la porte d'accès avant était légèrement différente, avec le cadre supérieur en saillie. Les phares sont ceux de la série 165,modèle apparu l'année suivante (en 1963) et avaient des marchepieds installés au niveau des portes passagers.
La peinture utilisée était le rouge n° 13 ( rose parme) avec des bandes de couleur crème n° 4 autour des fenêtres ,livrée connue sous le nom de « couleur express AC/DC ». Initialement, les motrices aptes 60 Hz avaient une fine bande crème autour du bas de caisse , et plus tard sur le bas de toute la rame. Mais avec l'introduction de la série 457, cette fine bande a été supprimée afin de raccourcir le processus de peinture.
L'équipement de puissance sera un système 1C8M,couplé à une composition double motrice MM' contrôlant les huit moteurs de chacune des deux motrices . Les motrices M seront équipées des équipements à courant continu tels qu'un contrôleur principal multi-étages d'arbre à cames électrique de type CS15 avec contrôle de retour d'encoche, des résistances, d'un générateur de moteur auxiliaire (MG) et un compresseur d'air électrique (CP). Les voitures M' seront quand à elles équipées d'un pantographe diamant de type PS16B , installé dans une structure à toit bas, afin d'assurer l'isolation entre les caténaires et les équipements à courant alternatif tels que le transformateur principal et le redresseur présents dans la M'.
Les bogies furent les premiers à utiliser le type de montage indirect DT32 /TR69 avec des ressorts pneumatiques à diaphragme pour les ressorts de traversin , qui devinrent la norme pour les trains express et express limités JNR ultérieurs.

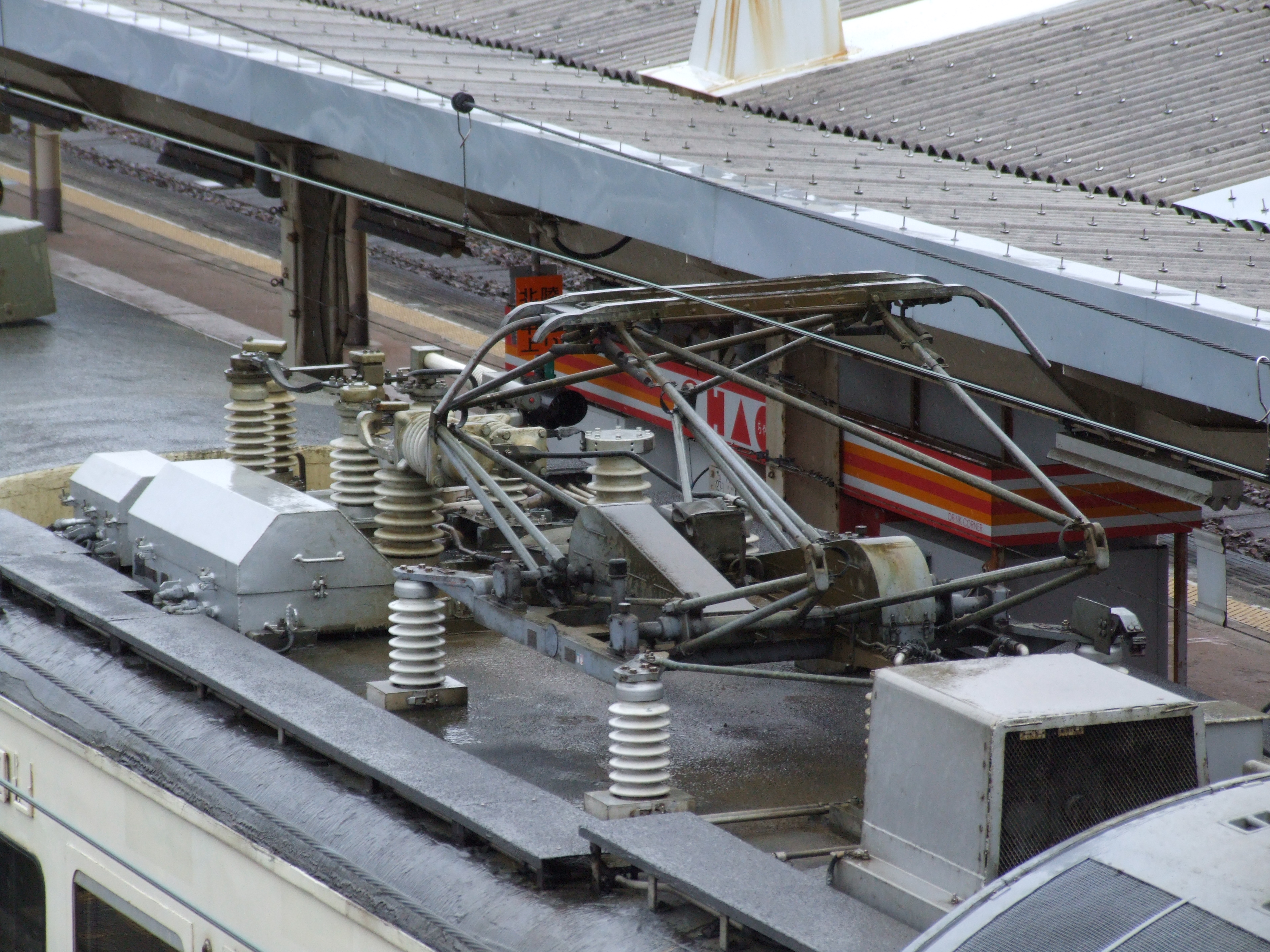
Le pantographe PS16B d'une série 457

## Modélisme
Les séries 457/471/475 sont produites a l'échelle N par Tomix , et KATO en formation de 3-4-5-7 voitures.

## Galerie photos

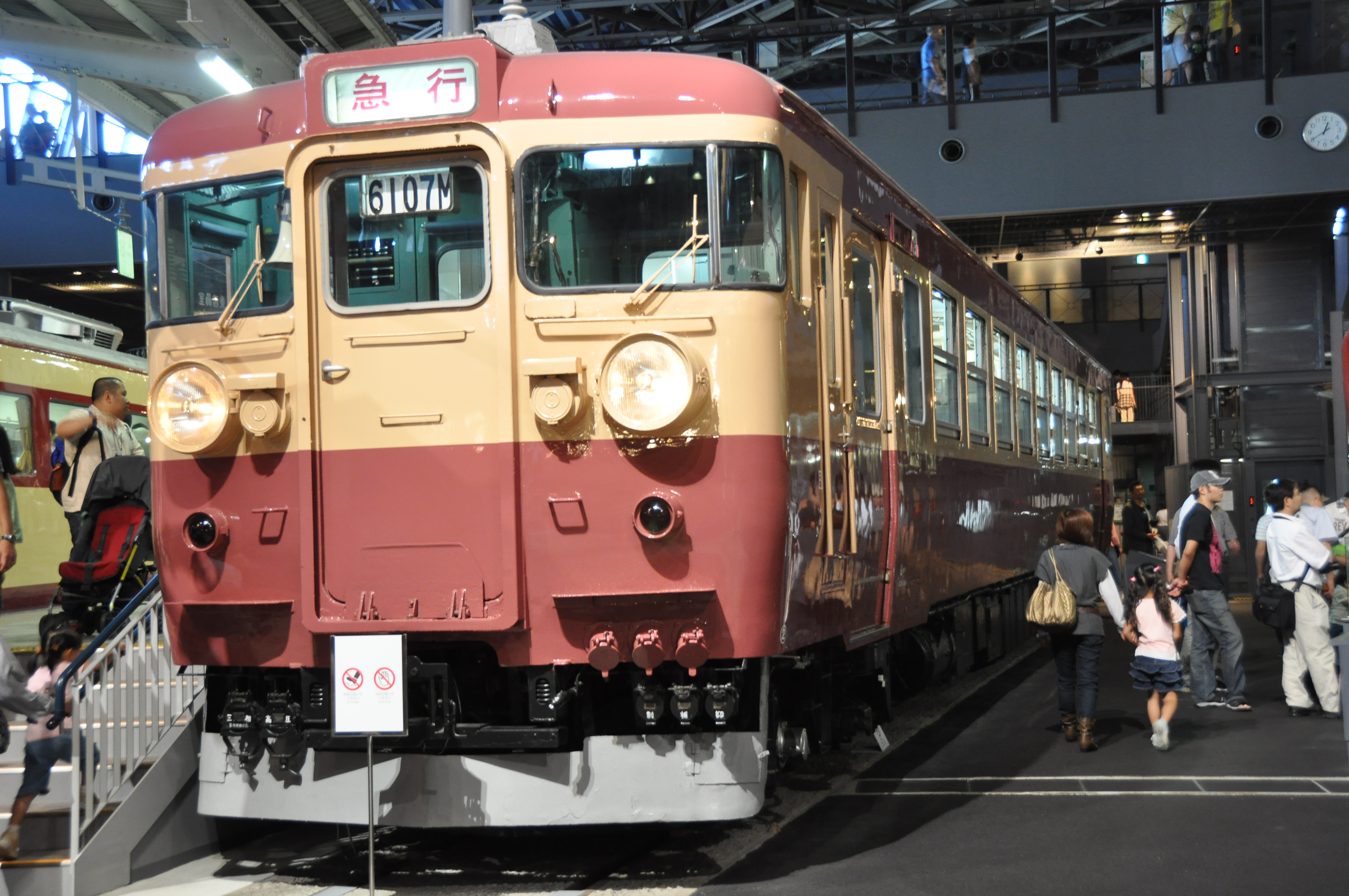
Element préservé au Musée (série 455)
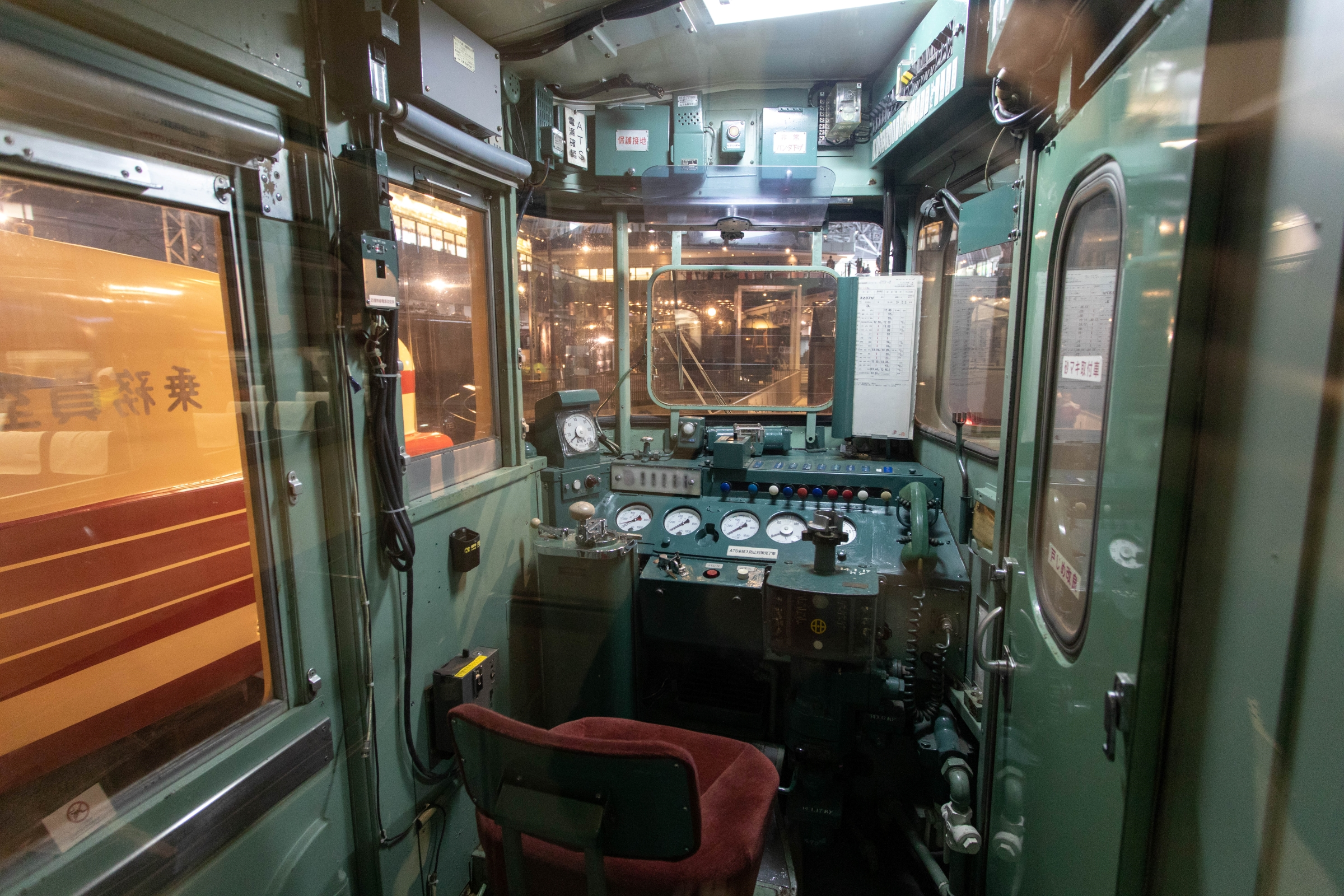
Cabine de conduite (série 455)
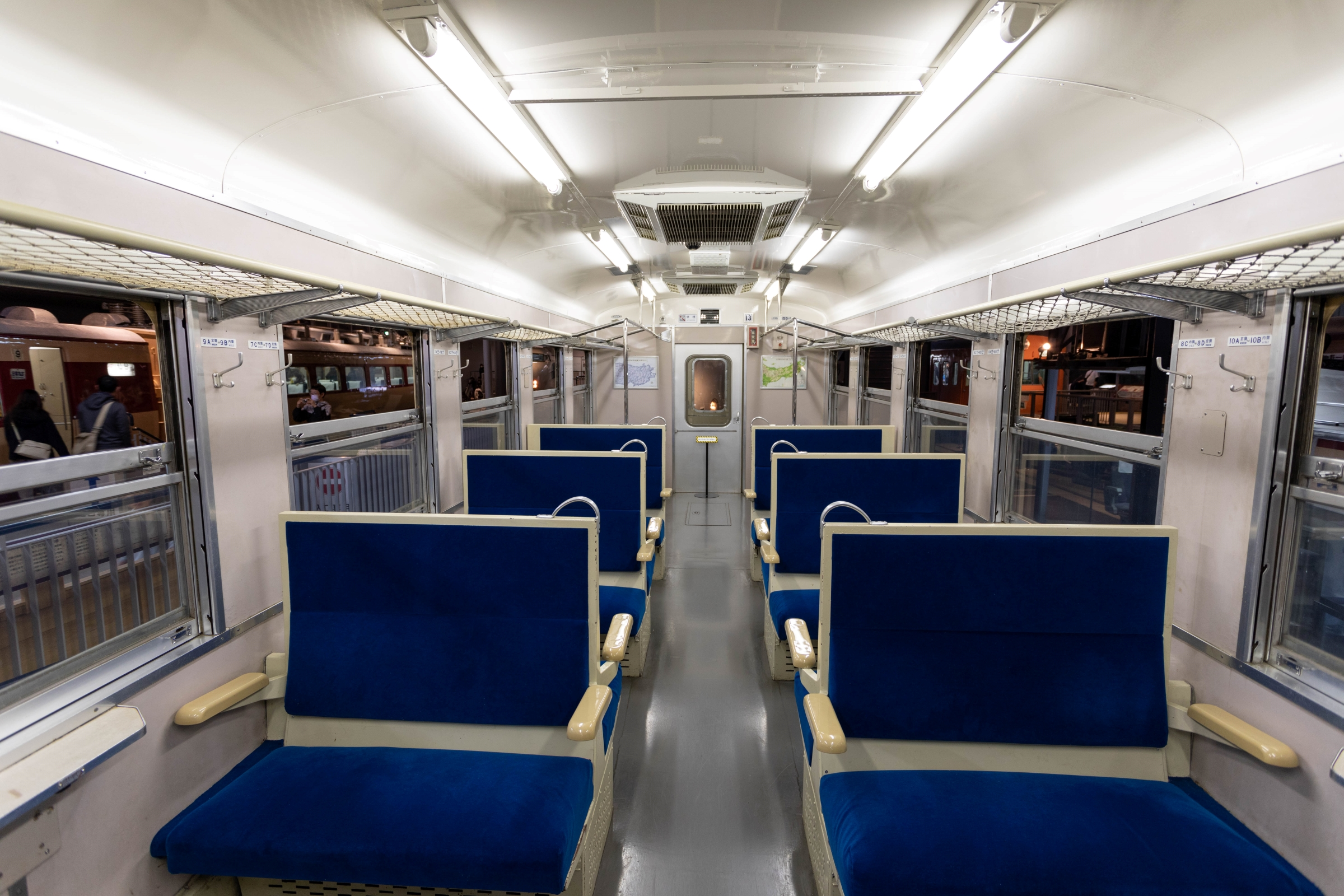
Interieur (série 455)
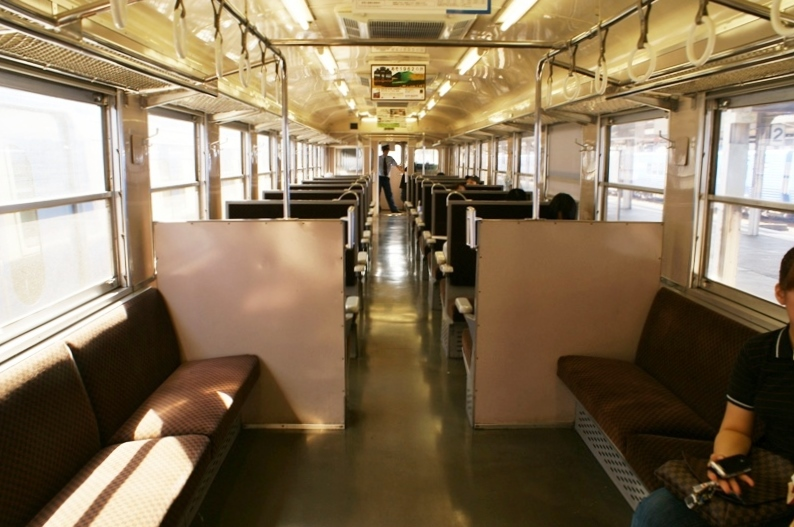
Interieur (série 475)
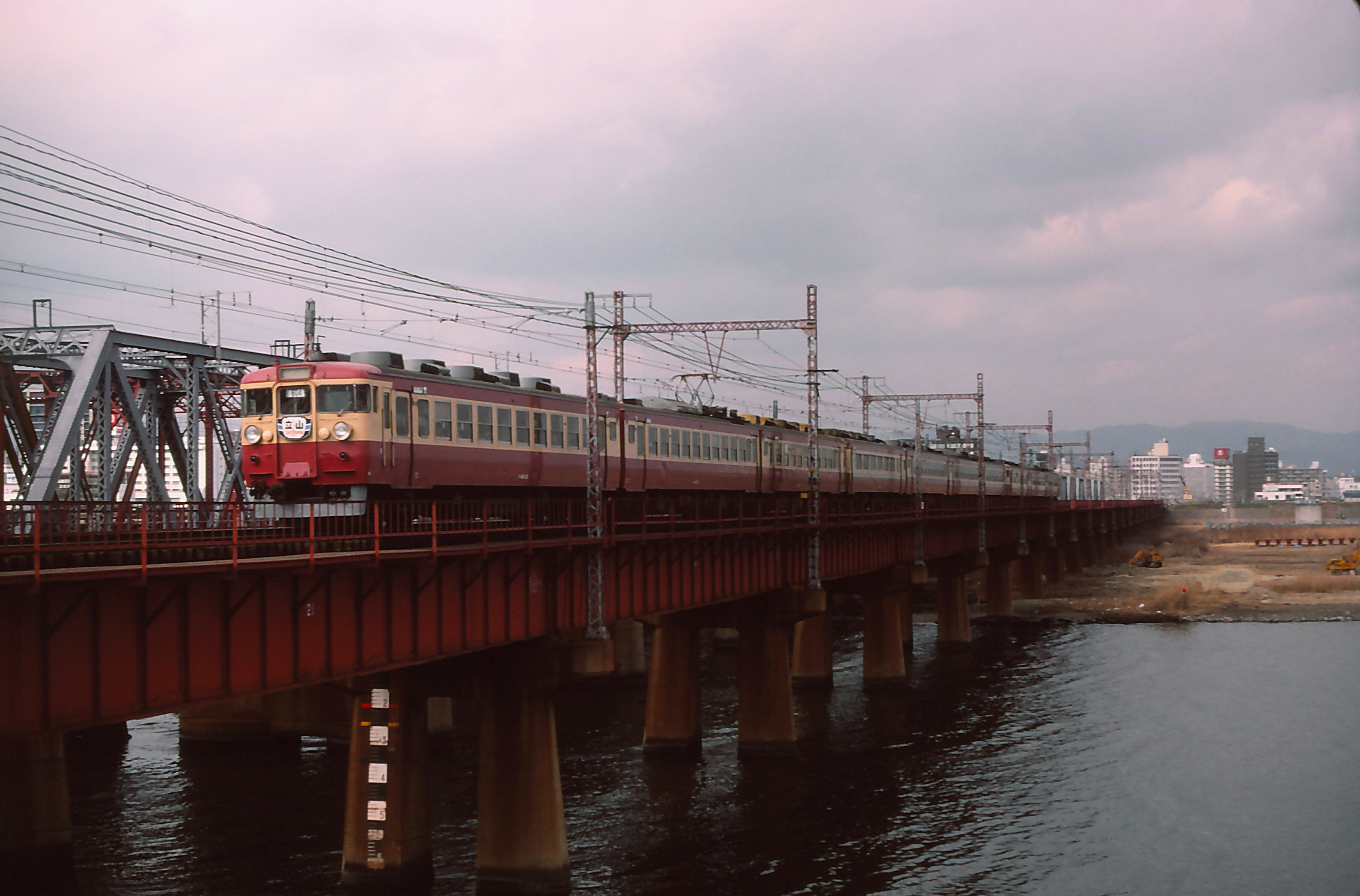
FOrmation a 10 voitures sur la ligne tokaido en juillet 1979
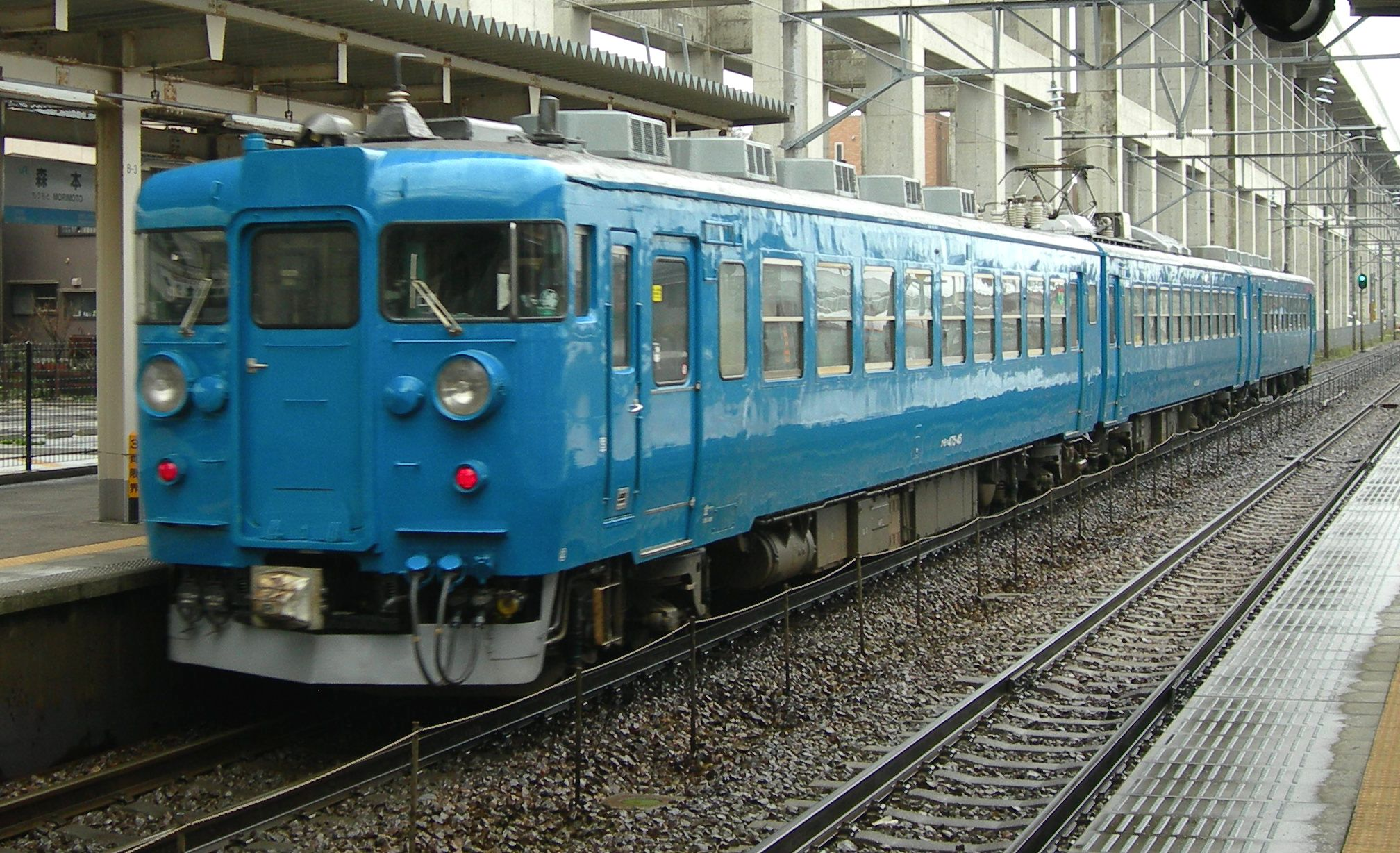
Formation série 475 dans les dernières années